# Charles Kaboré
Charles Kaboré, född 9 februari 1989 i Bobo-Dioulasso, är en burkinsk fotbollsspelare som spelar för ryska Dynamo Moskva.
När han var ung spelade han i Association Sportive SONABEL och Étoile Filante Ouagadougou. År 2006 blev han scoutad av den franska klubben Libourne-Saint-Seurin. I januari 2008 gick Kaboré till Olympique de Marseille, som han lämnade i januari 2013 för ryska Kuban Krasnodar.
Charles Kaboré spelar också sedan 2006 i Burkina Fasos landslag.